# مضمة
المِضَمّة جزء من اللباس التراثي المغربي، وهو الحزام الذي يُلبس حول الخصر ويبرز شكل اللباس ويزيد من جماليته، وتعد المضمة ميزة ينفرد بها هذا الزي المغربي سواء قفطان أو تكشيطة، فمن دونها لا تكتمل أناقتهما. وغالباً تكون مصنوعة من الحرير أو من أحد المعادن الثمينة كالذهب والفضة والنحاس، كما يتم تزيينها أحياناً بالأحجار الكريمة كالياقوت والزمرد واللؤلؤ. وقد ذكرت المضمة المغربية في بعض كتب التاريخ حيث كانت من بين الهدايا التي أرسلها السلطان المغربي أبو الحسن المريني سنة 738 هجرية إلى ملك مصر والشام. كما كان للجيش المريني على عهد السلطان يوسف لباس خاص يعمم على السلطان وجميع أفراد الجيش، وكانوا يتخذون المضمات من فضة أو ذهب خاصة في فترات الحرب.
تعد المضمة عنصرًا لا يتجزأ من اللباس التراثي المغربي، تُضفي عليه لمسة من الجمال والفخامة. إنها تجسد الهوية والتراث والتطور في نفس الوقت، مما يجعلها تحمل قيمة كبيرة في عالم الموضة والثقافة.

## التاريخ والأصول
تمتاز المضمة بجذورها العميقة في التاريخ المغربي. يعود استخدام المضمة إلى قرون مضت، حيث كانت جزءاً لا يتجزأ من الزي التقليدي المغربي . كانت المضمة في السابق تعكس حالة الشخص ومكانته الاجتماعية، وكان يتم اختيار تصاميمها وأنماطها بعناية فائقة.

## التصاميم والزخارف

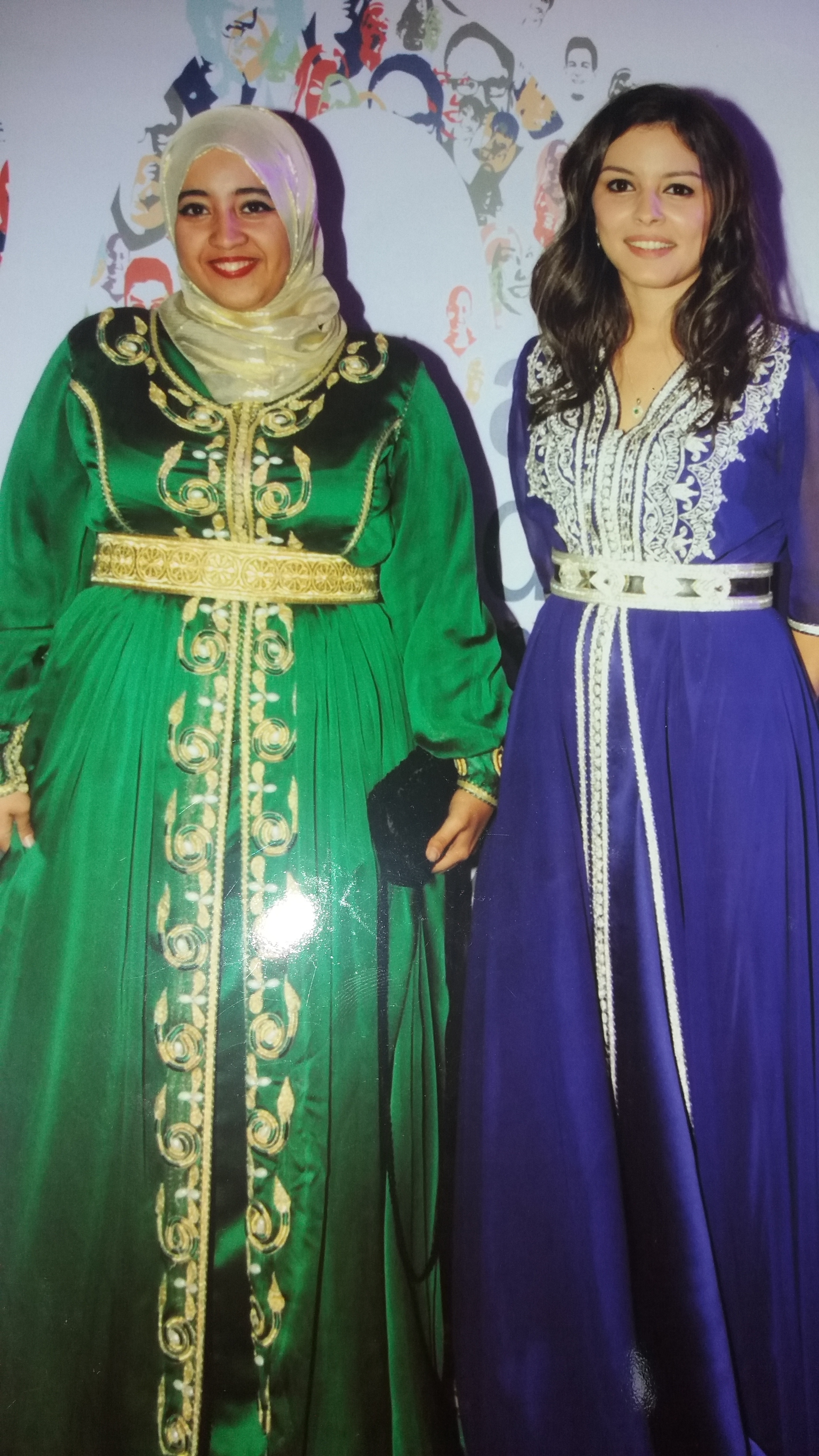
مضمة من الحرير

تتنوع تصاميم وزخارف المضمة المغربية بشكل كبير. يمكن أن تكون مصنوعة من مواد متعددة مثل الحرير، الصوف، و المعادن الثمينة مثل الذهب والفضة. تزدان المضمة بالتطريزات الدقيقة، والخيوط الملونة، وأحياناً الأحجار الكريمة، حيث يُعبّر الحرفيون المغاربة عن مهاراتهم وإبداعهم من خلال تشكيل الزهور والأشكال الهندسية والنقوش التقليدية.

## المضمة والثقافة المغربية
تمتاز المضمة بأنها ليست مجرد قطعة من الزي، بل تحمل معانٍ ثقافية عميقة. تُعبر عن تراث المجتمع المغربي وتعكس تطور الأذواق والموضة عبر العصور. تعد المضمة أيضًا رمزًا للذوق الرفيع والتفرّد، حيث يمكن للأفراد اختيار المضمة التي تتناسب مع شخصيتهم وذوقهم.

## التطور والتحديات

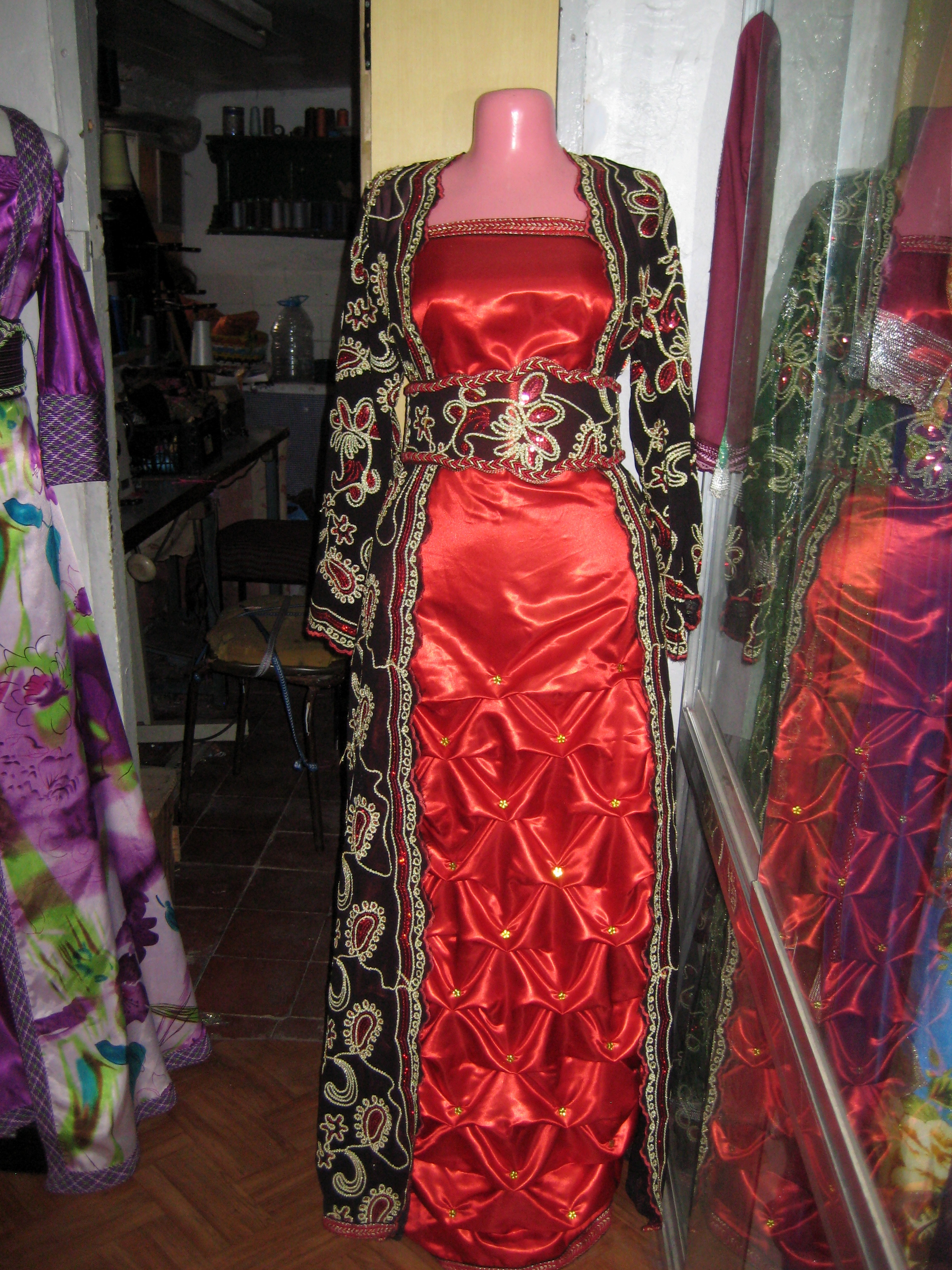
مضمة عصرية

على الرغم من أن المضمة هي جزء من اللباس التراثي المغربي ما زالت تحتفظ بجاذبيتها التقليدية، إلا أنها شهدت تطورًا في التصاميم واستخدام المواد. قد يتم دمج عناصر عصرية مع التصاميم التقليدية لإضفاء لمسة من التجديد والحداثة على الزي.

## الرمزية الاقتصادية
لطالما كانت المضمة من الذهب رمزًا للثروة والسلطة، ولكن في المغرب، يتجاوز دورها كونها مجرد زينة. في بلد تتعايش فيه التقاليد مع الحداثة، يلعب الذهب، وخاصة المضمة الذهبية دورًا حيويًا في الحياة الاقتصادية والثقافية. هذه القطعة من المجوهرات، التي تنتقل غالبًا من جيل إلى جيل، ليست فقط جزءًا أساسيًا من التراث المغربي، بل هي أيضًا عنصر أساسي في الاقتصاد.

### رمز للاستقرار الاقتصادي للأسرة
المضمة الذهبية السميكة والمزخرفة بدقة، هي أكثر من مجرد مجوهرات في المغرب. إنها تجسد تراثًا ثقافيًا عميقًا، حيث تمثل الرخاء والأمان المالي وغالبًا الحب العائلي. في حفلات الزفاف، على سبيل المثال، يعتبر تقديم المضمة الذهبية تقليدًا يحظى بالاحترام، ويرمز ليس فقط إلى التزام الزوجين، بل أيضًا إلى الاستقرار الاقتصادي للأسرة الجديدة. هذه الأساور تصبح بذلك كنوزًا عائلية تُحفظ وتُورث عبر الأجيال.

### مدخرات ثمينة
إلى جانب قيمتها العاطفية، كانت المضمة الذهبية  تلعب دورًا حاسمًا في اقتصاد الأسر المغربية. في وقت لم تكن تتوفر فيه الخدمات المالية الحديثة للجميع، يُعتبر امتلاك الذهب شكلًا من أشكال المدخرات الملموسة والموثوقة. على عكس النقود التي قد تتعرض للتضخم، يحتفظ الذهب بقيمته مع مرور الوقت. العديد من الأسر المغربية تعتبر المجوهرات الذهبية، وخاصة المضمة الذهبيةشكلاً من أشكال الأمان المالي. في أوقات الحاجة، يمكن بيع هذه القطع أو رهنها، مما يوفر بذلك شبكة أمان في فترات الأزمات الاقتصادية.

## معرض صور

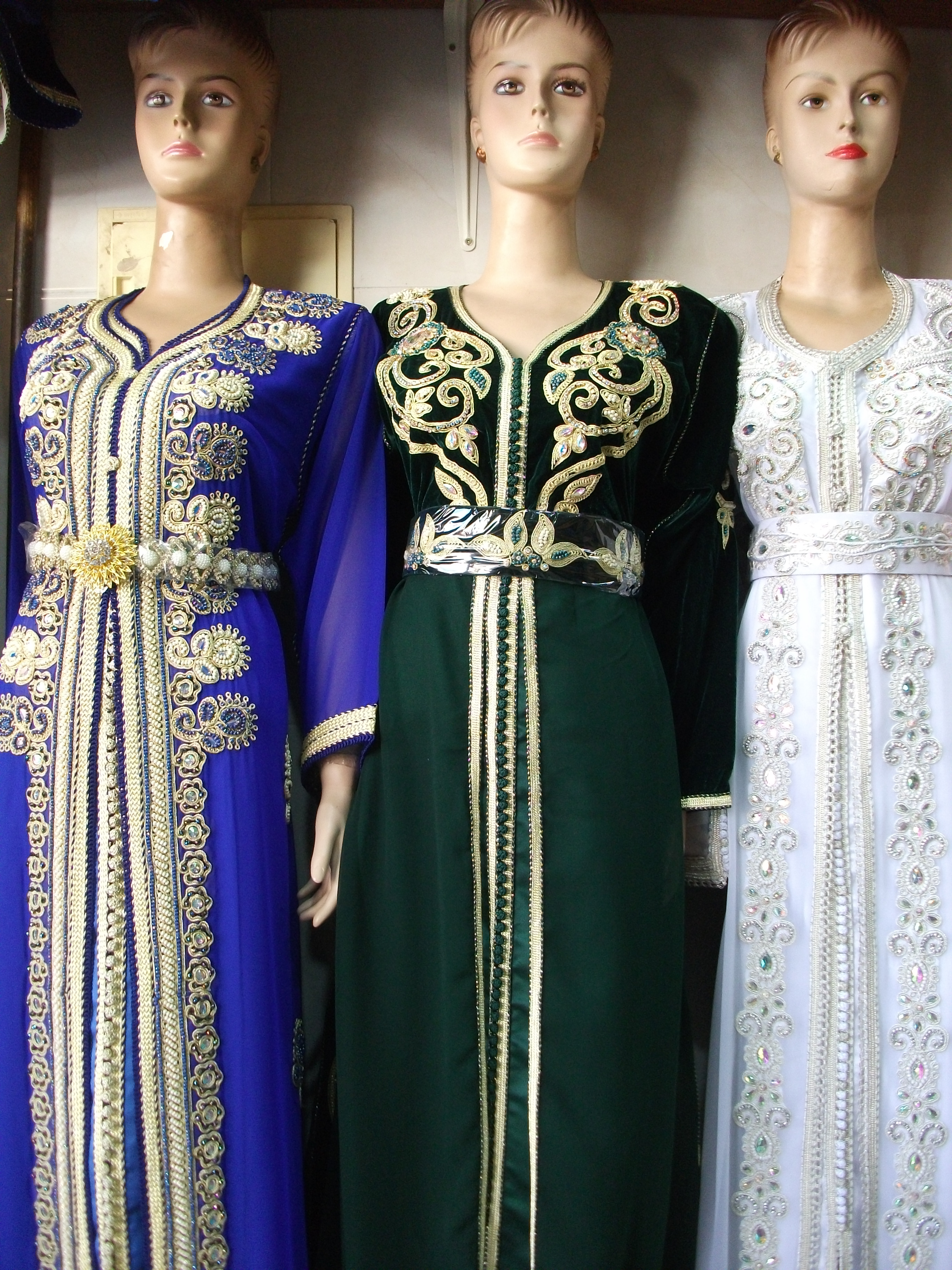
مضمة مغربية
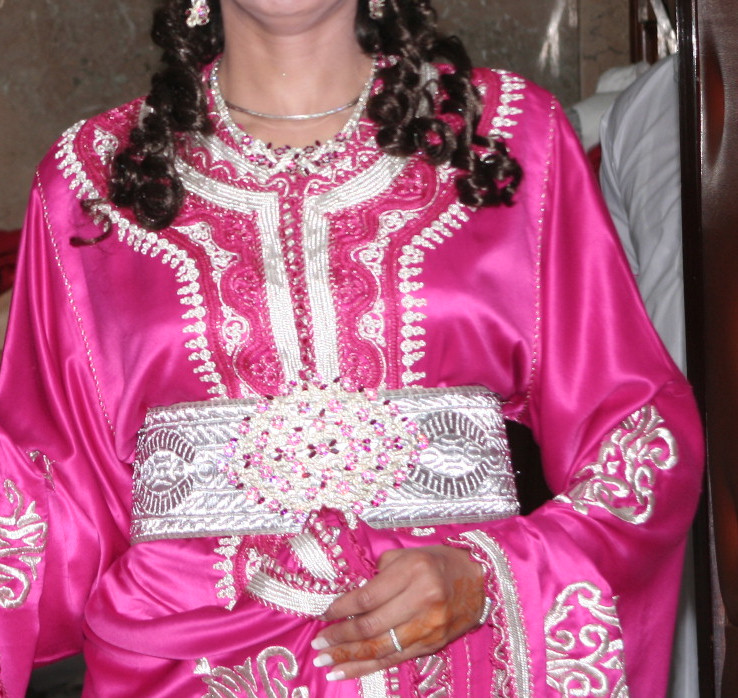
مضمة بالحرير
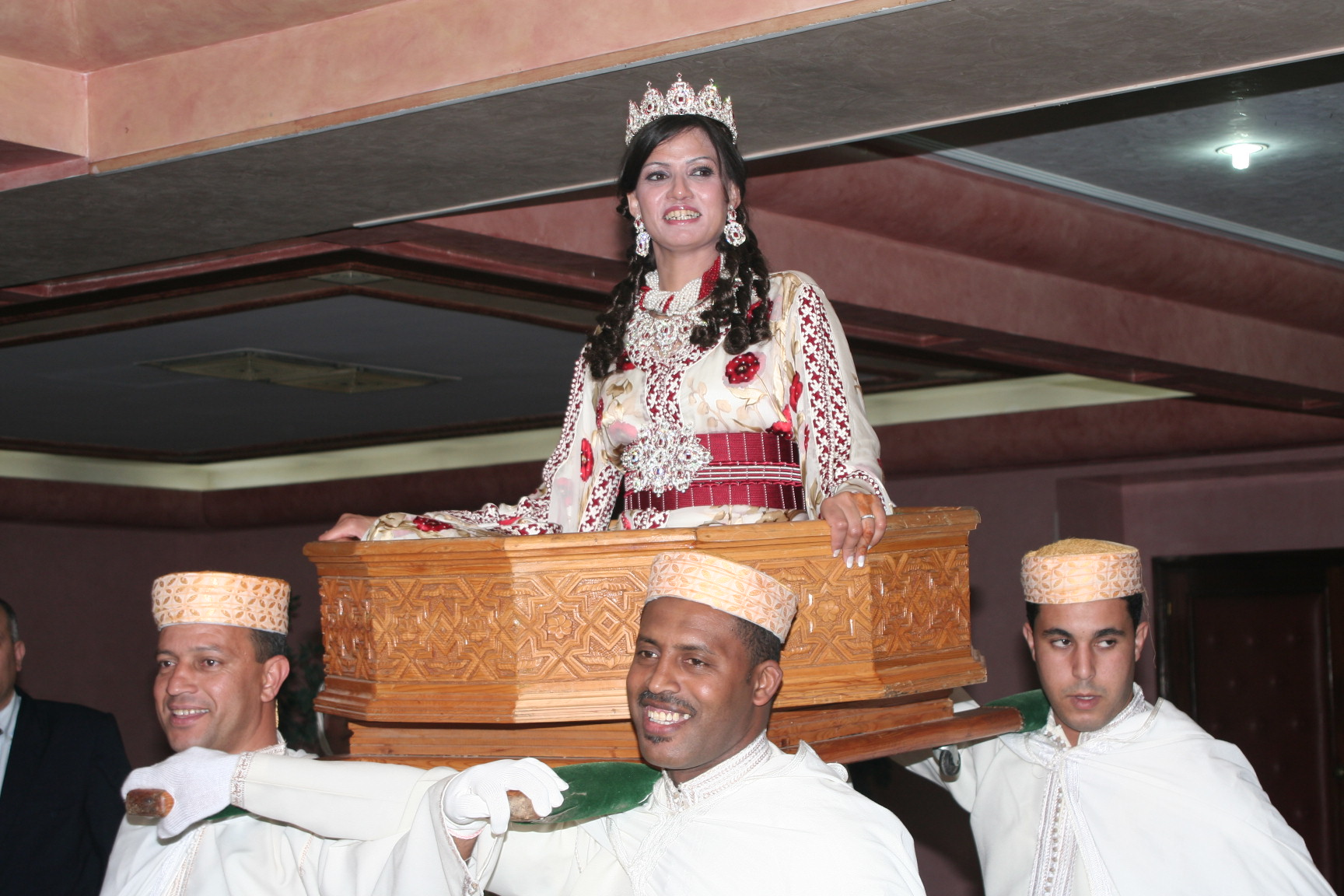
عروسة بالمضمة والتكشيطة
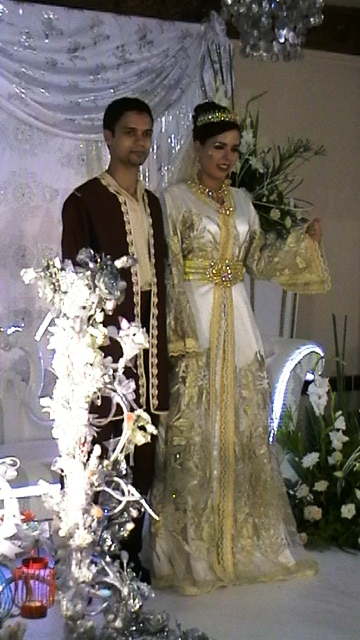
عروسة بالمضمة